# Christophe Goffette
 (septembre 2011).
Si vous disposez d'ouvrages ou d'articles de référence ou si vous connaissez des sites web de qualité traitant du thème abordé ici, merci de compléter l'article en donnant les références utiles à sa vérifiabilité et en les liant à la section « Notes et références ».
Pour les articles homonymes, voir Goffette.
Christophe Goffette, né le 13 mars 1969 à Argenteuil , est un journaliste, réalisateur et producteur français.

## Biographie
Il commence dans le fanzinat à 14 ans (un fanzine rock, Médiators, un autre axé sur le cinéma fantastique, Cauchemars), avant de signer ses premières publications à quinze ans et demi, dans Guitares & Claviers[réf. nécessaire]. En 1992, il devient son propre éditeur, avec la sortie d'une version professionnelle mais éphémère de Médiators (4 numéros).
En 1995, il participe à Best et il y devient rédacteur en chef en 1997-1998. Il crée pour Cyber Press Publishing le mensuel Music Up disparu avant l'an 2000. Début 2000 est créée Bandits Company, société d'édition indépendante dont il est le gérant et qui publie diverses revues de cinéma (Brazil) et de musique (Compact, Compact Live, Crossroads).
Bandits Company dépose le bilan en mai 2011 et Goffette devient rédacteur en chef de Fluide glacial et éditeur d'albums pour les éditions Audie. Fin 2012, Yan Lindingre lui succède comme rédacteur en chef de Fluide glacial.
Il est embauché comme directeur de collection, au Cherche midi, en décembre 2016. Avec cet éditeur, il signe fin 2017 un contrat en tant qu'auteur pour un premier ouvrage, 1000 raisons de devenir stupide, qui parait début avril 2018. Il y travaille aussi comme traducteur.
En 2020, à l'annonce du premier confinement, pour aider les musiciens français mais aussi étrangers, il imagine le Crossroads Confined Countdown Festival, qui va diffuser entre le 1er mai et le 30 août plus de 200 concerts depuis 26 pays et 5 continents. C'est également courant de l'été 2020 qu'il monte sa maison de disques, Found Guilty Records, qui ne sort que des tirages en vinyle limités et numérotés, ainsi que sa radio, Da Goof Rock & Roots Radio (qui fermera début janvier 2023). Dans la foulée, il relance la revue Crossroads, au format mook et en circuit court, l'ensemble de ses activités étant réunies sur un même et unique site internet : goofprod.com.

## Publications
- 1989 : Gods Clown, Intervista
- 1990 : Frank Zappa, le grand zazou zappeur, Zig Zogue
- 1992 : Rock (de)connection, nouvelles, Vercade
- 1992 : Soyez prêts pour l'invasion tribale (le rock australien), Vercade
- 1993 : Failles Obscures, poèmes, Vercade
- 1993 : Humeurs Noires, poèmes, Vercade
- 1994 : Le Petit Livre des films cultes, Spartorange, préface de Terry Gilliam
- 1995 : Regardez sous cette peau, nouvelles, poèmes, Vercade
- 1999 : Johnny Hallyday au Stade de France (+ CD-Rom), Cyber-Press
- 2002 : Monty Python Sacré Graal, Dark Star/Studio Canal, édition limitée à 10 000 exemplaires avec le double DVD collector
- 2004 : Les Aventures improbables de Terry Gilliam part 8 & 1/2, Éditions Montparnasse, livret 16 pages dans le DVD collector de Lost in La Mancha
- 2004 : Bandits Bandits, Dark Star/Studio Canal, édition limitée avec le double DVD collector
- 2005 : Mel Brooks, Dark Star/Gaumont
- 2005 : Le Dictionnaire illustré du Rock, Larousse
- 2010 : Ange en Images, Bandits Company, avec Thierry Busson et Phil Umbdenstock, préface de Christian Décamps
- 2011 : 1960-2009 - 800 albums essentiels, Bandits Company
- 2012 : Le Club des 27 : Amy Winehouse, Jungle, avec Javi Fernandez, traduit en néerlandais, espagnol et portugais[réf. nécessaire]
- 2012 : Fluide Glacial Monty Python, Audie
- 2012 : Fluide Glacial Spécial Groland, Audie
- 2013 : Fluide Glacial Aime Les Nuls, Audie
- 2016 : Blues, Country… folks ! (Rencontres, Portraits, Entretiens, vol. 1), Goof Prod, préface de Manu Lanvin
- 2016 : Éditos, chouquettes stories et autres machins, Goof Prod, préface de Pierre-Emmanuel Barré
- 2017 : Americana, baby ! (Rencontres, Portraits, Entretiens, vol. 2), Goof Prod, préface de Gary Louris
- 2018 : Clive Barker - Illusions, Distorsions et Locomotives en Furie, Le Chat Qui Fume
- 2018 : Rock'n'Roll, motherfuckers ! (Rencontres, Portraits, Entretiens, vol. 3), Good Prod
- 2018 : Cinéma nexus (Rencontres, Portraits, Entretiens, vol. 9), Goof Prod, préface de Julien Seri
- 2018 : Cinéma plexus (Rencontres, Portraits, Entretiens, vol. 10), Goof Prod
- 2018 : 1000 raisons de devenir stupide, Le Cherche-Midi
- 2018 : Alien (collection Collector's Cut), Fox
- 2018 : Fight Club (collection Collector's Cut), Fox
- 2018 : Rocky Horror Picture Show (collection Collector's Cut), Fox
- 2018 : Deadpool (collection Collector's Cut), Fox
- 2018 : La Planète Des Singes, Les Origines (collection Collector's Cut), Fox
- 2018 : Kingsman Services Secrets (collection Collector's Cut), Fox
- 2018 : X-Men (collection Collector's Cut), Fox
- 2018 : X-Men Origins Wolverine (collection Collector's Cut), Fox
- 2020 : Cinéma sexus (Rencontres, Portraits, Entretiens, vol. 11), Goof Prod, préface de Maurice Barthélémy
- 2021 : Anthologie Crossroads #100 bis, Goof Prod
- 2021 : 200 Albums Essentiels, Goof Prod
- 2022 : Iggy Pop — Wild & Raw (conversation et autres fuckin' machins), Nouveau Monde éditions
- 2022 : 1000 Albums Rock Essentiels, de 1956 à Aujourd'hui, Nouveau Monde éditions
- 2022 : Jean-Louis Aubert, Autant À Nouveau, Nouveau Monde éditions
- 2023 : Ze Bioutifoule Louzeurs (livre + CD), Goof Prod
- 2023 : Alice Cooper [From The Inside], Goof Prod
- 2024 : Un Jour…, Goof Prod
- 2024 : Les Quarante Glorieuses, Goof Prod
- 2024 : L'Encyclopédie du Rock en France, Nouveau Monde éditions

### Traduction
- 1996 : Le Petit Livre de Paul Verhoeven de Jean-Marc Bouineau, Spartorange, retranscription traduction adaptation de l'entretien
- 2017 : Les Crimes du Futur de Marc Goodman, Nouveau Monde éditions, traduction adaptation
- 2021 : Tout Bowie (traduction augmentée) de Nicolas Pegg, Nouveau Monde éditions
- 2024 : Serj Tankian, Down With The System de Serj Tankian, Nouveau Monde éditions

### Télévision/Vidéo
- Bloody & Groovy, baby !, 0 h 52, Kaplan Production/Goof Prod, 2018 — coréalisateur, auteur journaliste, producteur exécutif
- A date with Lloyd Cole, 0 h 52, Pixies Films/Bandits Company, 2010 — concepteur, auteur, réalisateur, journaliste
- Charlotte, etc, 0 h 44, Bandits Company/M6 Vidéo, 2009 — auteur, réalisateur, producteur, journaliste
- Blier par Blier - de B à R, 0 h 06, France Télévisions puis Wild Side Vidéo, deux versions différentes, 2006 — auteur, réalisateur, journaliste)
- Les aventures improbables de Terry Gilliam part 8 & 1/2, 0 h 08, France Télévisions, 2006 - il existe une version longue inédite de 0 h 14[réf. nécessaire] — auteur, réalisateur, journaliste
- Alice In Gilliamland, 0 h 30, Bandits Company/Bac Vidéo, 2006 — auteur, réalisateur, journaliste, producteur
- Catching Vincenzo Natali, 0 h 18, Bandits Company/Bac Vidéo, 2006— auteur, réalisateur, journaliste, producteur
- No Zamis Lé Yens, 1 h 20, Studio Canal, 2005 — auteur, réalisateur, journaliste, coproducteur